# Metropolregion

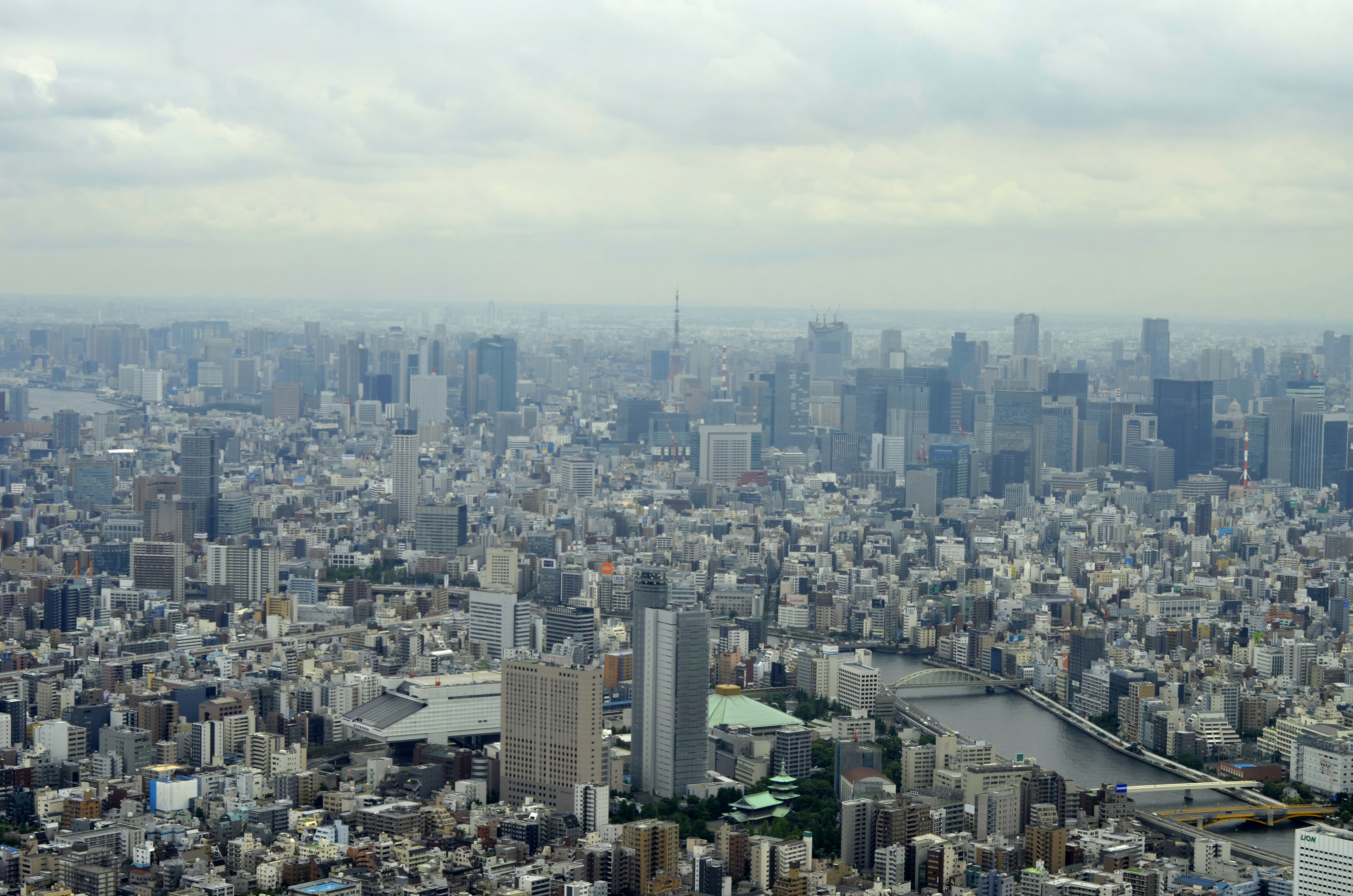
Die Metropolregion Tokio ist die zweitgrößte Metropolregion der Welt.

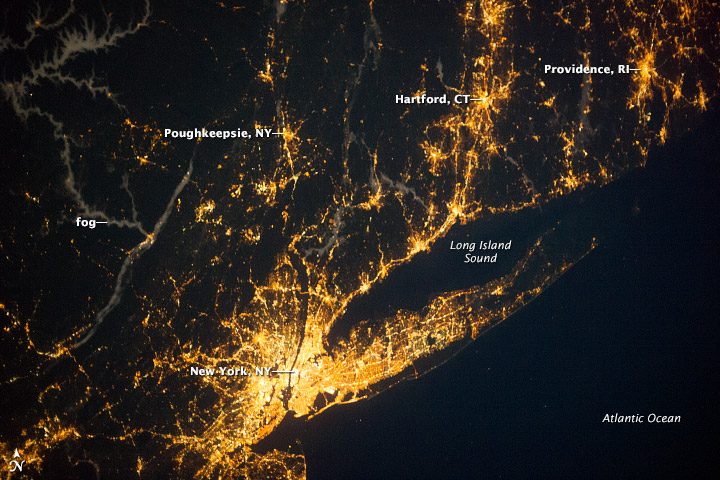
Satellitenbild, das die New York Metropolitan Area – die Metropolregion rund um New York City – bei Nacht zeigt.

Eine Metropolregion (in der Schweiz auch Metropolraum oder Metropolitanraum) ist der mit einer Metropole verbundene Umlandraum. Metropolregionen werden als „Motoren“ der sozialen, gesellschaftlichen und wirtschaftlichen Entwicklung eines Landes betrachtet.
In Deutschland wurden Europäische Metropolregionen (EMR) erstmals 1995 durch die Ministerkonferenz für Raumordnung definiert. Der Begriff ist nicht mit dem Begriff Europaregion (Euregio) zu verwechseln, mit dem Regionen bezeichnet werden, die auf dem Gebiet von mindestens zwei Staaten liegen. Eine Euregio wird nur selten Metropolregion genannt.
Im Gegensatz zu einer Agglomeration, die aus einer Kernstadt und ihrem suburbanen, eher dicht bebauten Vorortbereich (auch Ballungsraum oder Speckgürtel genannt) besteht, ist der Begriff der Metropolregion weiter gefasst und schließt auch große ländliche Gebiete mit ein, die mit den Oberzentren der Region durch wirtschaftliche Verflechtungen oder Pendlerströme in enger Verbindung stehen. Durch die Kooperation in Metropolregionen soll so auch die Planung von Städtebau- und Verkehrsprojekten verbessert werden.
Großstädte, die für ihr Umland ähnliche Funktionen wie die Metropolen übernehmen, jedoch mit ca. 100.000 bis 300.000 Einwohnern kleiner sind als Metropolen, werden als Regiopolen bezeichnet. Analog wird ihr Verflechtungsbereich Regiopolregion genannt.

## Begriffsgeschichte
Als Vorläufer der Metropolregion entstand in den 1930er Jahren in den Vereinigten Staaten der Begriff „metropolitan area“. Er diente der statistischen Analyse von Agglomerationen, unabhängig von bestehenden Verwaltungsgrenzen. 1949 wurden auf der Grundlage von Pendlerbeziehungen zwischen Metropolen und ihren suburbanen Räumen Metropolitan Statistical Areas abgegrenzt. Dieses Konzept wurde von Olaf Boustedt als „Boustedt-Stadtregionen-Modell“ auch auf deutsche Stadtregionen übertragen. Als Metropolregionen wurden im Laufe der weiteren Entwicklung unter Berücksichtigung von Erkenntnissen der Globalisierung durch neue, wirtschaftsgeographische Methoden zur Erfassung von Global Cities schließlich Bereiche in einem global „abgestuften Siedlungssystem“ verstanden, die sich „durch ihre Größe, ihre engere Integration in das globale Städtesystem und ihre herausragende Funktion im nationalen wie auch internationalen Kontext“ abheben. Der deutsche Raumordnungsbericht 2005 begriff sie als „hochverdichtete Agglomerationsräume mit mehr als einer Million Einwohnern, die sich gemessen an ökonomischen Kriterien wie Wertschöpfung, Wirtschaftskraft und Einkommen besonders dynamisch entwickeln und international besonders herausgehoben und eingebunden sind.“

## Funktionen einer Metropolregion
Die Funktionalitäten einer Metropolregion lassen sich anhand von vier relativ einfach zu bestimmenden Kriterien einschätzen:
Entscheidungs- und Kontrollfunktion
In einer Metropolregion besteht eine hohe Konzentration von politischen und ökonomischen Einrichtungen. Die größten Unternehmen eines Landes bzw. der Welt haben dort ihre Hauptsitze oder wichtige Zweigstellen. Das können beispielsweise Regierungssitze, Firmensitze, internationale Organisationen oder Nichtregierungsorganisationen sein.
Innovations- und Wettbewerbsfunktion
Eine Metropolregion ist der Motor gesellschaftlicher, kultureller und technologischer Entwicklung. Dies zeichnet sich auch durch eine hohe Anzahl an Forschungs- und Wissenschaftseinrichtungen aus. Auch kulturelle Großveranstaltungen können ausgerichtet werden, da die nötige Infrastruktur, wie z. B. Theater oder Stadien vorhanden sind.
Gateway-Funktion
Eine Metropolregion ist eine „Drehscheibe“. Austausch von Wissen und Informationen ist ohne große Probleme möglich, da eine sehr gute Erreichbarkeit gegeben ist. Indikatoren dafür sind internationale Flughäfen, Verkehrsknotenpunkte, Standpunkt von Internet-Servern, Messen etc.
Symbolfunktion
Sie bündeln „ein hohes Maß an historischer, politischer, kultureller sowie städtebaulicher Bedeutung und ein entsprechendes internationales Ansehen“.

## Metropolregionen in der Welt
Die größten Metropolregionen der Welt sind das Perlflussdelta um Chinas Sonderwirtschaftszonen Shēnzhèn und Zhūhǎi inklusive der Millionenstädte Guǎngzhōu, Fóshān, Dōngguǎn und der Sonderverwaltungszonen Hongkong und Macau mit rund 74 Millionen Menschen (Stand 2022) bzw. die nach administrativen Grenzen weiter gefasste Guangdong–Hong Kong–Macao Greater Bay Area (2022: 86,6 Millionen Einwohner) und die Metropolregion Tokio mit 37,8 Millionen Menschen (Stand 2023).

### Die größten Metropolregionen Europas
Die als METREX 1996 auf Initiative des schottischen Regionalrats Strathclyde (Strathclyde Regional Council) gegründete Zusammenarbeitsebene der EU-Metropolregionen definiert eine Metropolregion als Agglomeration von mehr als 500.000 Einwohnern und geht für die EU von 120 Metropolregionen aus, in denen 60 % der Einwohner der Mitgliedstaaten leben und arbeiten. Diese Definition des Begriffes bedeutete jedoch auch, dass bspw. in Bezug auf Deutschland weite Teile des Landes Metropolregionen wären. In England wurden mit den Metropolitan Counties Gebietskörperschaften gegründet, die der gewachsenen urbanen Struktur angepasst sein sollen. Damit wurde an einigen Ballungsräumen die herkömmliche Aufteilung der Grafschaften abgelöst. Auch in Frankreich stimmen einige Metropolregionen mit den tatsächlichen Regionen als Gebietskörperschaft überein. Der Status der Metropolregion in Deutschland als Metagebilde, das körperschaftsübergreifend zur Kooperation anregen soll, ist in Europa seltener anzutreffen. Es gibt allerdings auch Beispiele für länderübergreifende Regionen. Auf dem amerikanischen Kontinent gibt es fast doppelt so viel Metropolregionen mit über fünf Millionen Einwohnern wie in Europa, allein 13 davon in den USA; allerdings sind diese flächenmäßig oft sehr weit gefasst und teils außerhalb der Zentralstädte dünn besiedelt.
Folgende Tabelle listet die größten Metropolregionen Europas mit mehr als 2,5 Mio. Einwohnern. Sie basiert, EU-Staaten betreffend, auf Daten von Eurostat und dessen engerer Definition von Metropolregionen als Ballungsräume aus dem Jahr 2016. So wird etwa das Ruhrgebiet als Metropolregion betrachtet, nicht die größere Auslegungsvariante als Metropolregion Rhein-Ruhr. Zum Vergleich werden die größten Städtekonglomerate wie Rhein-Ruhr oder Randstad ebenfalls angeführt. Diese Angaben sind jedoch Schätzungen und daher in Klammern angegeben.
| Rang | Name der Metropolregion | Größte Städte                                                            | Verwaltungseinheit                                 | Land                   | Mio. Einwohner 1 (Schätzung) |
| ---- | ----------------------- | ------------------------------------------------------------------------ | -------------------------------------------------- | ---------------------- | ---------------------------- |
| 1    | Moskau                  | Moskau                                                                   | Moskau, Oblast Moskau                              | Russland               | 19,1 (2024)                  |
| 2    | Istanbul                | Istanbul                                                                 | Istanbul                                           | Türkei                 | 15,9 (2024)                  |
| 3    | London                  | London                                                                   | London, East of England, South East England        | Vereinigtes Königreich | 14,9 (2024)                  |
| (–)  | (Rhein-Ruhr)            | Köln, Düsseldorf, Dortmund, Essen, Duisburg, Bochum                      | Nordrhein-Westfalen                                | Deutschland            | (ca. 13) (2022)              |
| 4    | Paris                   | Paris, Boulogne-Billancourt, Saint-Denis, Montreuil                      | Île-de-France                                      | Frankreich             | 12,39                        |
| (–)  | (Randstad)              | Amsterdam, Rotterdam, Den Haag                                           | Zuid-Holland, Noord-Holland, Utrecht, Flevoland    | Niederlande            | (ca. 8,2) (2017)             |
| 5    | Madrid                  | Madrid                                                                   | Comunidad de Madrid                                | Spanien                | 6,87                         |
| 6    | Sankt Petersburg        | Sankt Petersburg                                                         | Sankt Petersburg, Oblast Leningrad                 | Russland               | 6,50 (2024)                  |
| (–)  | (Rhein-Main)            | Frankfurt am Main, Wiesbaden, Mainz, Darmstadt, Offenbach am Main, Hanau | Bayern, Hessen, Rheinland-Pfalz                    | Deutschland            | (5,91) (2022)                |
| 7    | Barcelona               | Barcelona, Llobregat, Terrassa                                           | Provinz Barcelona                                  | Spanien                | 5,80                         |
| 8    | Berlin                  | engere Auslegung als Metropolregion Berlin                               | Berlin, Brandenburg                                | Deutschland            | 5,48                         |
| 9    | Ruhrgebiet              | Dortmund, Essen, Duisburg, Bochum                                        | Nordrhein-Westfalen                                | Deutschland            | 5,15                         |
| 10   | Mailand                 | Mailand, Monza                                                           | Lombardei                                          | Italien                | 4,33                         |
| 11   | Rom                     | Rom                                                                      | Latium                                             | Italien                | 4,23                         |
| 12   | Athen                   | Athen                                                                    | Attiki                                             | Griechenland           | 3,63                         |
| 13   | Kiew                    | Kiew                                                                     | Oblast Kiew                                        | Ukraine                | 3,48 (2024)                  |
| 14   | Hamburg                 | engere Auslegung als Metropolregion Hamburg                              | Hamburg, Niedersachsen, Schleswig-Holstein         | Deutschland            | 3,42                         |
| 15   | Amsterdam               | Amsterdam, Zaanstad                                                      | Provinz Nordholland                                | Niederlande            | 3,40                         |
| 16   | Brüssel                 | Brüssel, Leuven                                                          | bedeutend größer als die Region Brüssel-Hauptstadt | Belgien                | 3,40                         |
| 17   | Warschau                | Warschau                                                                 | Woiwodschaft Masowien                              | Polen                  | 3,27                         |
| 18   | Marseille               | Marseille, Aix-en-Provence                                               | Provence-Alpes-Côte d’Azur                         | Frankreich             | 3,18                         |
| 19   | Manchester              | Manchester, Greater Manchester                                           | North West England                                 | Vereinigtes Königreich | 3,15 (2024)                  |
| 20   | Budapest                | Budapest                                                                 | Mittelungarn                                       | Ungarn                 | 3,00                         |
| 21   | München                 | engere Auslegung als Metropolregion München                              | Bayern                                             | Deutschland            | 2,98                         |
| 22   | Neapel                  | Neapel                                                                   | Kampanien                                          | Italien                | 2,98                         |
| 23   | Wien                    | Wien                                                                     | Wien, Niederösterreich                             | Österreich             | 2,97                         |
| 24   | Lissabon                | Lissabon                                                                 | Região de Lisboa                                   | Portugal               | 2,90                         |
| 25   | Stuttgart               | engere Auslegung als Metropolregion Stuttgart                            | Baden-Württemberg                                  | Deutschland            | 2,82                         |
| 26   | Prag                    | Prag                                                                     | Hlavní město Praha, Středočeský kraj               | Tschechien             | 2,80                         |
| 27   | Frankfurt am Main       | Frankfurt am Main, Offenbach am Main, Hanau                              | Hessen                                             | Deutschland            | 2,78                         |
| 28   | Valencia                | Valencia                                                                 | Provinz Valencia                                   | Spanien                | 2,66                         |
| 29   | Lille                   | Lille, Dunkerque, Valenciennes                                           | Hauts-de-France                                    | Frankreich             | 2,61                         |
| 30   | Katowice                | Katowice, Sosnowiec, Gliwice, Bytom                                      | Woiwodschaft Schlesien                             | Polen                  | 2,54                         |

#### In Deutschland

##### Abgrenzung durch die Ministerkonferenz für Raumordnung

Metropolregionen in Deutschland

In Deutschland hat die Ministerkonferenz für Raumordnung (MKRO) mit ihrem Beschluss zum Raumordnungspolitischen Handlungsrahmen 1995 erstmals die Bedeutung der Metropolregionen in Deutschland („europäische Metropolregionen“) herausgestellt: „Als Motoren der gesellschaftlichen, wirtschaftlichen, sozialen und kulturellen Entwicklung sollen sie die Leistungs- und Konkurrenzfähigkeit Deutschlands und Europas erhalten und dazu beitragen den europäischen Integrationsprozess zu beschleunigen“.
Die MKRO definierte für Deutschland im Jahr 1995 zunächst sechs europäische Metropolregionen (EMR), 1997 kam eine weitere dazu und 2005 nochmals vier weitere, so dass es aktuell elf EMR in Deutschland sind. Diese wurden nicht nach raumstrukturellen Realitäten, sondern normativ festgelegt und abgegrenzt, wobei vor allem die Großzügigkeit der Abgrenzung erhebliche methodische Unterschiede aufweist. Die Einwohnerzahlen sind deshalb nur sehr bedingt vergleichbar. Manche EMR, etwa Hannover-Braunschweig-Göttingen, enthalten sehr große ländliche Gebiete und weit auseinander liegende Kernstädte, während andere deutlich knapper zugeschnitten wurden. Viele der Regionen haben grenzüberschreitende Verflechtungen bzw. werden dahingehend entwickelt, wie die künftige Metropolregion Stettin.
Seit der Ausweisung der „kleineren“ EMR 2005 war jede deutsche Stadt mit über 400.000 Einwohnern Kernstadt einer „Metropolregion“ (Dresden ist mittlerweile wieder aus der Metropolregion Mitteldeutschland ausgetreten). Der Begriff hat sich dadurch erheblich von seiner ursprünglichen Bedeutung (vgl. Artikel Metropole) entfernt.
Neben den stark global ausgerichteten Metropolregionen bestehen in Deutschland 41 Ballungsräume um kleinere Kernstädte. Unter diesen nehmen die in einer Studie der Universität Kassel von 2008 identifizierten 25 Regiopolen eine Sonderstellung als Entwicklungsmotoren für ihre Regionen ein.
Die Bundesregierung setzt im Verflechtungsbereich der Metropolregionen auf das Modell der dezentralen Konzentration.

##### Liste der Metropolregionen in Deutschland
Beim Vergleich der Metropolregionen ist zu beachten, dass die Grenzziehung einer Metropolregion oftmals unterschiedlichen Ansichten der einzelnen Verbände entspricht, sodass ein aussagekräftiger Vergleich der Kennzahlen nach Einwohnern und Fläche sowie Wirtschaftskraft nur eingeschränkt möglich ist. Die Abgrenzung kann unabhängig von etwaigen Mitgliedschaften der Städte und Kreise sein.
| Metropolregion | Metropolregion                             | Mio. Einwohner | Fläche in km² | Einwohner pro km² | Größte Städte | Länder                                                             | EMR seit |
| -------------- | ------------------------------------------ | -------------- | ------------- | ----------------- | --- | ------------------------------------------------------------------ | -------- |
|                | Rheinland                                  | 8,71 (2023)    | 12.278        | 0.703             | Köln, Düsseldorf, Duisburg, Wuppertal, Bonn, Mönchengladbach, Aachen, Krefeld, Leverkusen, Solingen                                              | Nordrhein-Westfalen                                                | 2017     |
|                | Berlin/Brandenburg                         | 6,36 (2023)    | 30.375        | 0.208             | Berlin, Potsdam, Cottbus, Brandenburg an der Havel, Frankfurt (Oder), Oranienburg, Falkensee, Eberswalde, Bernau bei Berlin, Königs Wusterhausen | Berlin, Brandenburg                                                | 1995     |
|                | München                                    | 6,20 (2022)    | 24.677        | 0.242             | München, Augsburg, Ingolstadt, Landshut, Rosenheim, Freising, Dachau, Kaufbeuren, Germering, Fürstenfeldbruck                                    | Bayern                                                             | 1995     |
|                | Frankfurt/Rhein-Main                       | 5,94 (2023)    | 14.755        | 0.392             | Frankfurt am Main, Wiesbaden, Mainz, Darmstadt, Offenbach am Main, Hanau, Gießen, Worms, Aschaffenburg                                           | Bayern, Hessen, Rheinland-Pfalz                                    | 1995     |
|                | Stuttgart                                  | 5,47 (2021)    | 15.429        | 0.354             | Stuttgart, Heilbronn, Reutlingen, Esslingen am Neckar, Tübingen, Ludwigsburg                                                                     | Baden-Württemberg                                                  | 1995     |
|                | Hamburg                                    | 5,43 (2021)    | 26.078        | 0.191             | Hamburg, Lübeck, Schwerin, Lüneburg, Neumünster, Norderstedt, Stade, Wismar                                                                      | Hamburg, Mecklenburg-Vorpommern, Niedersachsen, Schleswig-Holstein | 1995     |
|                | Ruhrgebiet                                 | 5,15 (2022)    | 04.435        | 1.160             | Dortmund, Essen, Duisburg, Bochum, Gelsenkirchen, Oberhausen, Hagen, Hamm, Mülheim an der Ruhr, Herne                                            | Nordrhein-Westfalen                                                |          |
|                | Hannover-Braunschweig- Göttingen-Wolfsburg | 3,85 (2021)    | 18.578        | 0.206             | Hannover, Braunschweig, Göttingen, Wolfsburg, Salzgitter, Hildesheim, Celle, Hameln, Wolfenbüttel, Peine, Goslar                                 | Niedersachsen                                                      | 2005     |
|                | Nürnberg                                   | 3,63 (2023)    | 21.785        | 0.166             | Nürnberg, Fürth, Erlangen, Bamberg, Bayreuth, Hof (Saale), Weiden in der Oberpfalz, Amberg, Ansbach, Coburg, Schwabach, Sonneberg                | Bayern, Thüringen                                                  | 2005     |
|                | Nordwest                                   | 2,80 (2021)    | 13.749        | 0.203             | Bremen, Oldenburg, Delmenhorst, Bremerhaven, Wilhelmshaven                                                                                       | Bremen, Niedersachsen                                              | 2005     |
|                | Rhein-Neckar                               | 2,42 (2021)    | 05.638        | 0.429             | Mannheim, Ludwigshafen am Rhein, Heidelberg, Worms, Speyer, Neustadt an der Weinstraße                                                           | Baden-Württemberg, Hessen, Rheinland-Pfalz                         | 2005     |
|                | Mitteldeutschland                          | 2,41 (2021)    | 09.718        | 0.248             | Leipzig, Chemnitz, Halle (Saale), Jena, Gera, Zwickau, Dessau-Roßlau                                                                             | Sachsen, Sachsen-Anhalt, Thüringen                                 | 1997     |
|                | Metropolregionen in Deutschland            | 58,46 (0000)   | 196.9230      | 0.297             | |                                                                    |          |
|                | Deutschland                                | 84,27 (0000)   | 357.1110      | 0.236             | |                                                                    |          |

Die deutschen Metropolregionen sind mit Ausnahme des Ruhrgebietes im internationalen Vergleich sehr dünn besiedelt. Hierbei unterschreiten sechs Metropolregionen sogar den gesamtdeutschen Durchschnitt von 229 Einwohnern pro Quadratkilometer. Daher ist ein Vergleich auch auf internationaler Ebene, ohne Detailkenntnisse der einzelnen Regionen, nur eingeschränkt sinnvoll.
Dresden ist mit ca. 545.000 Einwohnern bundesweit die größte Stadt, die keiner Metropolregion angehört.
| Metropolregion | Metropolregion                             | Metropolregion                             | Mio. Einwohner 2000 | Mio. Einwohner 2010 | Mio. Einwohner 2020 | Mio. Einwohner 2040 (BBR-Prognose) | Veränderung (%) (2000–2020) | Veränderung (%) (2020–2040) (BBR-Prognose) |
| -------------- | ------------------------------------------ | ------------------------------------------ | ------------------- | ------------------- | ------------------- | ---------------------------------- | --------------------------- | ------------------------------------------ |
|                | Rheinland                                  | Rhein-Ruhr                                 | 11,81               | 11,64               | 8,71                | 8,84                               | 0+8,89                      | +1,49                                      |
|                | Ruhrgebiet                                 | Rhein-Ruhr                                 | 11,81               | 11,64               | 5,11                | 5,03                               | 0+8,89                      | −1,57                                      |
|                | Berlin/Brandenburg                         | Berlin/Brandenburg                         | 05,98               | 05,96               | 6,20                | 6,35                               | 0+3,68                      | +2,42                                      |
|                | München                                    | München                                    | 05,20               | 05,52               | 6,17                | 6,52                               | +18,65                      | +5,67                                      |
|                | Rhein-Main                                 | Rhein-Main                                 | 05,46               | 05,54               | 5,82                | 5,96                               | 0+6,59                      | +2,41                                      |
|                | Stuttgart                                  | Stuttgart                                  | 05,20               | 05,28               | 5,46                | 5,53                               | 0+5,00                      | +1,28                                      |
|                | Hamburg                                    | Hamburg                                    | 04,97               | 05,08               | 5,41                | 5,31                               | 0+8,85                      | −1,85                                      |
|                | Hannover-Braunschweig- Göttingen-Wolfsburg | Hannover-Braunschweig- Göttingen-Wolfsburg | 03,94               | 03,85               | 3,84                | 3,79                               | 0−2,54                      | −1,30                                      |
|                | Nürnberg                                   | Nürnberg                                   | 03,48               | 03,45               | 3,56                | 3,64                               | 0+2,30                      | +2,25                                      |
|                | Nordwest                                   | Nordwest                                   | 02,69               | 02,72               | 2,79                | 2,83                               | 0+3,72                      | +1,43                                      |
|                | Mitteldeutschland 1                        | Mitteldeutschland 1                        | 07,33               | 06,82               | 2,42                | 2,31                               | −66,98                      | −4,55                                      |
|                | Rhein-Neckar                               | Rhein-Neckar                               | 02,33               | 02,36               | 2,41                | 2,45                               | 0+3,43                      | +1,66                                      |
|                | Metropolregionen in Deutschland            | Metropolregionen in Deutschland            | 57,72               | 57,54               | 56,940              | 57,600                             | 0−1,35                      | +1,16                                      |
|                | Deutschland                                | Deutschland                                | 82,26               | 81,57               | 83,170              | 83,670                             | 0+1,11                      | +0,60                                      |

Die Angaben zu den Einwohnerzahlen entstammen dem Bericht Regionales Monitoring 2012, den der Initiativkreis Europäische Metropolregionen in Deutschland (IKM) zusammen mit dem Bundesamt für Bauwesen und Raumordnung (BBR) herausgibt. Die dafür verwendeten Abgrenzungen basieren auf Kreisgrenzen, die angegebenen Einwohnerzahlen entsprechen daher teilweise nicht der tatsächlichen Einwohnerzahl. Die Abgrenzungen entsprechen dem gemeldeten Stand vom 1. Juli 2012 und sind willkürlichen Veränderungen unterworfen, sodass Flächen- und Einwohnerzahlen möglicherweise nicht mehr dem aktuellen Stand entsprechen.

##### Abgrenzung durch das Statistische Amt der Europäischen Union
Das Statistische Amt der Europäischen Union (Eurostat) in Einheit mit der OECD, definiert Metro(politan) Regions in anderer Weise: diese sind Functional Urban Areas mit mehr als 250.000 Einwohnern.

#### In der Schweiz

##### Metropolregionen in der Schweiz
Im Jahr 2000 definierte das Schweizer Bundesamt für Statistik (BFS) fünf sogenannte „Metropolräume“. Diesen Großagglomerationen wurden Nachbaragglomerationen zugerechnet, sofern mehr als ein Zwölftel der Erwerbstätigen aus der Nachbaragglomeration in der Großagglomeration arbeitete. Das BFS legte fünf „Metropolräume“ fest: Zürich, Basel, Bern, Genf-Lausanne und Tessin. Inzwischen verzichtet das BFS allerdings auf diese Raumgliederung und verwendet die Begriffe Metropole und „Metropolraum“ nicht mehr.
Die Metropolregion Zürich erstreckt sich gemäß der BFS-Definition von Schaffhausen bis Zug und von Baden bis Frauenfeld. Sie ist als Finanz- und Handelsplatz, Medienzentrum, Bildungs- und Forschungsstandort sowie als Verkehrsknotenpunkt das wichtigste Zentrum der Schweiz. Veranstaltungen wie die Street Parade, das internationale Leichtathletik-Meeting sowie Kulturinstitutionen wie das Opernhaus und das Schauspielhaus haben eine internationale Ausstrahlung. Zudem trägt der Zürcher Flughafen zur interkontinentalen Erreichbarkeit des Gebiets bei. – Im Juli 2009 wurde der privatrechtliche Verein Metropolitanraum Zürich gegründet. Mitglieder sind die Kantone Zürich, Aargau, Thurgau, Schaffhausen, Schwyz, St. Gallen, Zug und Luzern sowie rund 110 Städte und Gemeinden. Der Verein fördert die Zusammenarbeit in der Region und setzt sich auf Bundesebene für die Anliegen des «Metropolitanraums Zürich» ein.
Die länderübergreifende Metropolregion Basel ist ein trinationaler Lebens- und Wirtschaftsraum. Der Forschungs- und Wirtschaftsbereich Life Sciences (mit internationalen Firmensitzen von pharmazeutischer und chemischer Industrie), Banken (Bank für Internationalen Zahlungsausgleich), Transport und Logistik (Binnenhafen der Schweiz), Messewesen (Basel World, Art Basel) und Kultur (3-Sparten-Theater, Beyeler-Museum), sind im auch metrobasel genannten Gebiet besonders stark vertreten. Die Region verfügt mit dem Flughafen Basel-Mülhausen zudem über einen Flughafen, der in den letzten Jahren stark gewachsen ist.
Es gibt weitere Begriffe für den urbanen Raum Basel, nämlich RegioTriRhena, Trinationaler Eurodistrict Basel (TEB) und Trinationale Agglomeration Basel (TAB). Die RegioTriRhena, die sich ähnlich wie „metrobasel“ zusammensetzt, sich aber weiter nach Norden (Deutschland und Frankreich) ausdehnt, zählt 2,3 Millionen Einwohner.
Genf-Lausanne ist ein bedeutender Finanzplatz. Mit Genf-Cointrin verfügt der französischsprachige Metropolitanraum über einen internationalen Flughafen und ist Hauptsitz von zahlreichen internationalen Organisationen. Im Juli 2009 gaben Bern und die Romandie (französischsprachige Schweiz) ihre Absicht bekannt, inskünftig in der Öffentlichkeit gemeinsam als Wirtschaftsraum auftreten zu wollen.

##### Metropolregionen – Fünferteilung nach BFS (2000)
| Metropolregion              | Gebiete                                                                              | zugehörige Schweizer Agglomerationen (Städte) | Einwohner (Mio.) | Fläche (km²) |
| --------------------------- | ------------------------------------------------------------------------------------ | --- | ---------------- | ------------ |
| Zürich                      | Kanton Zürich und angrenzende Gebiete                                                | Zürich, Winterthur, Frauenfeld, Wetzikon-Pfäffikon, Rapperswil-Jona-Rüti, Lachen, Zug, Lenzburg, Wohlen, Baden-Brugg, Schaffhausen sowie die Einzelstadt Einsiedeln | 1,68 (2004)      | 2.104        |
| Genf-Lausanne               | Genferseeregion/Riviera, einige Teile der Region Auvergne-Rhône-Alpes (F)            | Genf (CH/F), Lausanne, Yverdon-les-Bains, Vevey-Montreux | 1,20 (2004)      | 1.014        |
| Basel                       | Nordwestschweiz (CH), Südosten des Départements Haut-Rhin (F), Landkreis Lörrach (D) | Basel, Delsberg | 1,30 (2008)      | –            |
| Bern                        | ein Teil des Espace Mittelland                                                       | Bern, Burgdorf, Thun, Biel/Bienne, Freiburg, Einzelstadt Lyss | 0,70 (2004)      | 0.938        |
| Tessin                      | Südtessin, Como (I)                                                                  | Locarno, Bellinzona, Lugano, Chiasso-Mendrisio | 0,53 (2004)      | 0.731        |
| Gesamt davon in der Schweiz | Gesamt davon in der Schweiz                                                          | Gesamt davon in der Schweiz | ca. 5,0 ca. 4,5  |              |

##### Agglomerationen – ständige Wohnbevölkerung 2010–2014
| Räumliche Verteilung: Agglomerationen, Stadt und Land Ständige Wohnbevölkerung im städtischen und ländlichen Raum – 2010–2014 am Jahresende, in Tausend |         |         |         |         |         |
| | 2010    | 2011    | 2012    | 2013    | 2014    |
| Total | 7.870,1 | 7.954,7 | 8.039,1 | 8.139,6 | 8.237,7 |
| Städtische Gebiete1) | 6.636,9 | 6.711,9 | 6.785,6 | 6.873,6 | 6.959,1 |
| Ländliche Gebiete1) | 1.233,3 | 1.242,7 | 1.253,5 | 1.266,0 | 1.278,6 |
| Die größten Agglomerationen1) |         |         |         |         |         |
| Zürich | 1.249,8 | 1.266,3 | 1.280,9 | 1.296,6 | 1.315,7 |
| Genf | 0.544,8 | 0.549,4 | 0.552,3 | 0.560,3 | 0.570,2 |
| Basel | 0.521,2 | 0.524,0 | 0.527,2 | 0.532,2 | 0.537,1 |
| Bern | 0.391,9 | 0.394,6 | 0.398,9 | 0.403,1 | 0.406,9 |
| Lausanne | 0.379,2 | 0.385,7 | 0.389,6 | 0.397,5 | 0.402,9 |
| Die größten Städte |         |         |         |         |         |
| Zürich | 0.372,9 | 0.377,0 | 0.380,8 | 0.384,8 | 0.391,4 |
| Genf | 0.187,5 | 0.188,2 | 0.189,0 | 0.191,6 | 0.194,6 |
| Basel | 0.163,2 | 0.164,5 | 0.165,6 | 0.167,4 | 0.168,6 |
| Lausanne | 0.127,8 | 0.129,4 | 0.130,4 | 0.132,8 | 0.133,9 |
| Bern | 0.124,4 | 0.125,7 | 0.127,5 | 0.128,8 | 0.130,0 |
| 1) Gemäß BFS-Typologie Raum mit städtischem Charakter 2012; Quelle: STATPOP                                                                             |         |         |         |         |         |

### Die größten Metropolregionen Nord- und Südamerikas
| Rang | Name der Metropolregion                | Größte Städte                     | Land                      | Mio. Einwohner |
| ---- | -------------------------------------- | --------------------------------- | ------------------------- | -------------- |
| 1    | Região Metropolitana de São Paulo      | São Paulo                         | Brasilien                 | 33,6           |
| 2    | Zona Metropolitana del Valle de México | Mexiko-Stadt                      | Mexiko                    | 27             |
| 3    | New York Metropolitan Area             | New York City                     | Vereinigte Staaten        | 23,6           |
| 4    | Greater Los Angeles Area               | Los Angeles                       | Vereinigte Staaten        | 18,6           |
| 5    | Gran Buenos Aires                      | Buenos Aires                      | Argentinien               | 15,1           |
| 6    | Rio de Janeiro                         | Rio de Janeiro                    | Brasilien                 | 12,8           |
| 7    | Metropolregion Chicago                 | Chicago                           | Vereinigte Staaten        | 10,0           |
| 9    | Área Metropolitana de Bogotá           | Bogotá                            | Kolumbien                 | 9,89           |
| 8    | Lima Metropolitana                     | Lima                              | Peru                      | 9,20           |
| 10   | San Francisco Bay Area                 | San José, San Francisco           | Vereinigte Staaten        | 7,66           |
| 11   | Metropolregion Greater Boston          | Boston                            | Vereinigte Staaten        | 7,55           |
| 12   | Dallas                                 | Dallas                            | Vereinigte Staaten        | 7,45           |
| 13   | Philadelphia                           | Philadelphia                      | Vereinigte Staaten        | 7,41           |
| 14   | Santiago de Chile                      | Santiago de Chile                 | Chile                     | 7,00           |
| 15   | Detroit                                | Detroit                           | Vereinigte Staaten Kanada | 6,60           |
| 16   | Houston                                | Houston                           | Vereinigte Staaten        | 6,57           |
| 17   | Atlanta                                | Atlanta                           | Vereinigte Staaten        | 6,30           |
| 18   | Washington Metropolitan Area           | Washington (District of Columbia) | Vereinigte Staaten        | 5,6            |
| 19   | Metropolregion Miami                   | Miami                             | Vereinigte Staaten        | 5,57           |
| 20   | Greater Toronto Area                   | Toronto                           | Kanada                    | 5,55           |
| 21   | Belo Horizonte                         | Belo Horizonte                    | Brasilien                 | 5,40           |
| 22   | San Diego–Tijuana                      | San Diego                         | Vereinigte Staaten Mexiko | 5,29           |
| 23   | Metropolregion Valle de Aburrá         | Medellín                          | Kolumbien                 | 4,26           |

### Die größten Metropolregionen Asiens
| Rang | Name der Metropolregion       | Größte Städte               | Land                | Mio. Einwohner (Schätzung) |
| ---- | ----------------------------- | --------------------------- | ------------------- | -------------------------- |
| 1    | Guangzhou-Foshan              | Guangzhou, Foshan           | Volksrepublik China | 49,5                       |
| 2    | Tokio                         | Tokio                       | Japan               | 39,5                       |
| 3    | Shanghai                      | Shanghai                    | Volksrepublik China | 39                         |
| 4    | Jabodetabek                   | Jakarta                     | Indonesien          | 38,5                       |
| 5    | Manila                        | Manila                      | Philippinen         | 37,8                       |
| 6    | Dhaka                         | Dhaka                       | Bangladesch         | 37,5                       |
| 7    | Kolkata                       | Kolkata                     | Indien              | 37                         |
| 8    | Delhi                         | Delhi                       | Indien              | 35                         |
| 9    | Mumbai                        | Mumbai                      | Indien              | 33                         |
| 10   | Karatschi                     | Karatschi                   | Pakistan            | 32                         |
| 11   | Sudogwon                      | Seoul                       | Südkorea            | 27,7                       |
| 12   | Hongkong-Shenzhen             | Shenzhen, Hongkong          | Volksrepublik China | 21                         |
| 13   | Peking                        | Peking                      | Volksrepublik China | 20,8                       |
| 14   | Osaka-Kōbe-Kyōto (Keihanshin) | Osaka, Kōbe, Kyōto          | Japan               | 17,9                       |
| 15   | Bangkok                       | Bangkok                     | Thailand            | 16                         |
| 16   | Teheran                       | Teheran                     | Iran                | 14                         |
| 17   | Greater Taipeh                | Taipeh, Neu-Taipeh, Keelung | Taiwan              | 7                          |

### Die größten Metropolregionen Afrikas
| Rang | Name der Metropolregion                                                 | Größte Städte                          | Land                                         | Einwohner (Schätzung) |
| ---- | ----------------------------------------------------------------------- | -------------------------------------- | -------------------------------------------- | --------------------- |
| 1    | Kairo                                                                   | Kairo, Gizeh, Schubra al-Chaima        | Ägypten                                      | 25 Mio.               |
| 2    | Lagos                                                                   | Lagos                                  | Nigeria                                      | 30 Mio.               |
| 3    | Kinshasa-Brazzaville                                                    | Kinshasa                               | Demokratische Republik Kongo, Republik Kongo | 17 Mio.               |
| 4    | City of Johannesburg, City of Tshwane, City of Ekurhuleni (Zensus 2022) | Johannesburg, Pretoria, Germiston      | Südafrika                                    | 12,9 Mio.             |
| 5    | Luanda                                                                  | Luanda                                 | Angola                                       | 10 Mio.               |
| 6    | Khartum                                                                 | Khartum                                | Sudan                                        | 9,8 Mio.              |
| 7    | Daressalam                                                              | Daressalam                             | Tansania                                     | 8,1 Mio.              |
| 8    | Abidjan                                                                 | Abidjan                                | Elfenbeinküste                               | 7,4 Mio.              |
| 9    | Nairobi                                                                 | Nairobi                                | Kenia                                        | 7,0 Mio.              |
| 10   | Algier                                                                  | Algier                                 | Algerien                                     | 6,4 Mio.              |
| 11   | Ibadan                                                                  | Ibadan                                 | Nigeria                                      | 6,3 Mio.              |
| 12   | Addis Abeba                                                             | Addis Abeba                            | Äthiopien                                    | 5,5 Mio.              |
| 13   | Benin City                                                              | Benin City                             | Nigeria                                      | 5,4 Mio.              |
| 14   | Kano                                                                    | Kano                                   | Nigeria                                      | 5,2 Mio.              |
| 15   | Lusaka                                                                  | Lusaka                                 | Sambia                                       | 5,1 Mio.              |
| 16   | Casablanca                                                              | Casablanca                             | Marokko                                      | 5,0 Mio.              |
| 17   | Accra                                                                   | Accra                                  | Ghana                                        | 4,8 Mio.              |
| 18   | Port Harcourt                                                           | Port Harcourt                          | Nigeria                                      | 4,7 Mio.              |
| 19   | Alexandria                                                              | Alexandria                             | Ägypten                                      | 4,6 Mio.              |
| 20   | Kampala                                                                 | Kampala                                | Uganda                                       | 4,5 Mio.              |
| 21   | City of Cape Town (Zensus 2022)                                         | Kapstadt                               | Südafrika                                    | 4,77 Mio.             |
| 22   | eThekwini (Zensus 2022)                                                 | Durban, Umlazi                         | Südafrika                                    | 4,24 Mio.             |
| 23   | Region Dakar                                                            | Dakar, Guédiawaye, Pikine und Rufisque | Senegal                                      | 3,6 Mio.              |
| 24   | Niamey                                                                  | Niamey                                 | Niger                                        | 3,5 Mio.              |
| 25   | Bamako                                                                  | Bamako                                 | Mali                                         | 3,4 Mio.              |

## Gegenkonzept zur Metropolregion
Die Bloomington School oder Indiana School, eine Richtung der Volkswirtschaftslehre und Politikwissenschaft, entstand aus einer Gegenbewegung zum Metropolitan Reform Movement der 1970er Jahre: Während dieses die Verwaltungsstrukturen und -einheiten von Metropolregionen zentralistisch neu planen wollte, setzten sich ihre Vertreter für die Erhaltung der bestehenden, vermeintlich ineffizienten redundanten Strukturen ein. Zur Untermauerung ihrer These führte beispielsweise Vincent Ostrom empirische Untersuchungen durch (The Organization of Government in Metropolitan Areas, 1961). Die bekannteste Vertreterin der Bloomington School war die Trägerin des Wirtschaftsnobelpreises Elinor Ostrom.